# Le Roi Candaule
Pour les articles homonymes, voir Le Roi Candaule (homonymie).
Le Roi Candaule est une nouvelle de Théophile Gautier, parue en cinq livraisons, du 1er au 5 octobre 1844, dans La Presse.

## Résumé
Le roi Candaule est devenu ivre de la beauté de son épouse Nyssia. Il conçoit l'étrange projet de partager son admiration d'esthète en proposant au jeune et beau Gygès, le chef des gardes du palais, de venir voir en cachette son épouse dans sa simple nudité. Horrifié de cette demande sacrilège, Gygès refuse d'abord mais ne peut qu'obéir à son roi. Caché dans la chambre nuptiale, Gygès découvre l'incroyable beauté de Nyssia et en tombe immédiatement amoureux. De son côté, la reine a tout compris. Elle convoque plus tard Gygès et lui ordonne de tuer Candaule ou de se tuer lui-même, « car deux des quatre prunelles où ma nudité s’est réfléchie doivent s’éteindre avant ce soir ». Drogué par Nyssia, Candaule est poignardé dans son lit par Gygès qui devient le nouveau roi et épouse Nyssia.
« Les Sardiens, indignés de la mort de Candaule, firent mine de se soulever ; mais l’oracle de Delphes s’étant déclaré pour Gygès, qui lui avait envoyé un grand nombre de vases d’argent et six cratères d’or du poids de trente talents, le nouveau roi se maintint sur le trône de Lydie, qu’il occupa pendant de longues années, vécut heureux et ne fit voir sa femme à personne, sachant trop ce qu’il en coûtait. »

## Sources
L'histoire de Théophile Gautier est très proche de la version de l'histoire qu'en donne Hérodote. Le nom de Nyssia n'est cependant pas donné par Hérodote mais par Ptolémée Chennos.

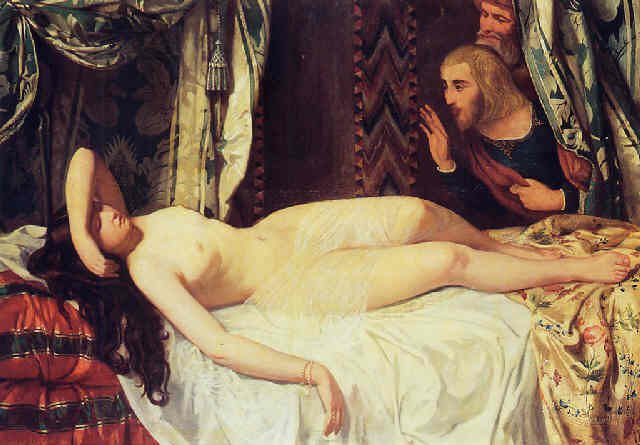
Tableau Le Roi Candaule et Gygès par Joseph Ferdinand Boissard de Boisdenier.

Il est vraisemblable qu'il connaissait le conte de Jean de La Fontaine : Le Roi Candaule et le maître en droit. Il s'est peut-être inspiré également du tableau Le Roi Candaule et Gygès, peint par son ami Joseph Ferdinand Boissard de Boisdenier en 1841.

## Commentaires
Victor Hugo écrit à l’auteur que son récit est traversé « à chaque instant (…) d’éblouissants rayons de soleil » et que « je vous envierais de toute mon âme si je ne vous aimais de tout mon cœur ».
De même, Baudelaire, dans son étude sur Gautier de 1859, parle de ce texte comme d’un « échantillon de l’art de bien dire, mais aussi de délicatesse mystérieuse ».